# Göran Behre
John Göran Behre, född 30 november 1928 i Göteborg, död där 30 april 2015, var en svensk historiker och arkivarie. 
Behre, som var son till professor Frank Behre och Signe Jacobsson, avlade studentexamen i Göteborg 1947, blev filosofie magister 1954, filosofie licentiat 1961, filosofie doktor i Göteborg 1965 och var docent i historia vid Göteborgs universitet från 1966. Han var amanuens på historiska institutionen i Göteborg 1958–1961, biträdande lärare 1963–1964 och extra universitetslektor från 1965. Han tjänstgjorde på landsarkivet i Göteborg periodvis 1953–1961, på Archives d'Indre-et-Loire i Tours 1957, var konsult i arkivfrågor för Ludvika stad 1956–1958 och stadsarkivarie för Örebro stad från 1960. Han skrev bland annat gradualavhandlingen Underrättelseväsen och diplomati. De diplomatiska förbindelserna mellan Sverige och Storbritannien 1743–1745 (1965).